# Platymantis sierramadrensis
Platymantis sierramadrensis är en groddjursart som beskrevs av Brown, Alcala, Ong och Arvin Diesmos 1999. Platymantis sierramadrensis ingår i släktet Platymantis och familjen Ceratobatrachidae. IUCN kategoriserar arten globalt som sårbar. Inga underarter finns listade i Catalogue of Life.